# José Cenobio Urribarrí
José Cenobio Urribarrí est l'une des quatre paroisses civiles de la municipalité de Santa Rita dans l'État de Zulia au Venezuela. Sa capitale est Palmarejo.